# Tutor di formazione
Il tutor di formazione è un particolare lavoratore della conoscenza (knowledge worker) che, operando generalmente all'interno di un'istituzione di educazione formale in base ad uno specifico progetto educativo, accompagna gli allievi di un corso di formazione nel processo di apprendimento.
A questa figura corrispondono profili anche molto diversi: il Tutor d'aula, il Tutor aziendale, il Tutor FAD e il Tutor dei Circoli di studio. 
Il tutor dovrebbe anche saper padroneggiare le metodologie e le tecniche di apprendimento per aiutare il docente nella scelta di quelle che sono più adatte agli obiettivi formativi e alle caratteristiche delle persone in formazione.
Egli svolge un ruolo "cerniera" tra le esigenze degli allievi e dei docenti perciò è responsabile del buon andamento di un corso di formazione e ne garantisce la continuità.

## Etimo
Il termine tutor è di origine latina e significa  difendere, sostenere; colui che dà sicurezza.
Il termine compare nel Thesaurus Europeo dell'Educazione del 1991, che definisce il tutor come una figura professionale autonoma dall'insegnante titolare ma necessaria e funzionale per la formazione dei giovani.

## Ruolo del tutor di formazione
La figura di tutor è consta nel mediare:
1. Tra le persone che apprendono e il/la docente degli interventi formativi. Il/La tutor ha una relazione diretta con i/le partecipanti per cogliere al meglio le loro esigenze formative e comunicarle a docenti e a conduttori/conduttrici degli interventi.
2. I contenuti. Ne favorisce l'assimilazione e la personalizzazione da parte di allievi ed allieve, ne verifica il possesso e ne favorisce l'eventuale recupero ed il rinforzo.
Le competenze linguistiche e relazionali sono determinanti nell'esercizio di questa professione ma anche la dimensione dell'empatia è molto importante perché permette al/alla tutor di comprendere le esigenze dei e delle partecipanti.

## Ambiti d'intervento
La/Il tutor opera in vari contesti formativi come le scuole medie, i centri di formazione professionale, le scuole secondarie superiori, ma anche le università, i collegi, la formazione a distanza, le aziende e le sedi di formazione dei formatori.
Il lavoro è un altro ambito dove i/le tutor vengono molto utilizzati; in alcuni casi, addirittura, sono obbligatori (stage, apprendistato, praticantato, formazione finanziata, ecc,).
La figura di tutor in praesentia è riconosciuta e legittimata all'interno dell'università con la Legge 19 novembre 1990, n.341, in materia di "Riforma degli ordinamenti didattici universitari", che riconosce il tutoraggio tra le funzioni formative.

## L'apprendimento in rete ed il ruolo di tutor on line
La professione del tutor ha assunto un ruolo centrale nell'apprendimento con l'E-learning o apprendimento in rete in cui c'è  bisogno di particolare attenzione e cura del singolo allievo, della comunità che apprende e dei processi formativi.
Il tutor di formazione on line è specializzato nella modalità di mediazione on line: è colui che facilita, assiste e conduce la formazione in rete e guida un gruppo nel raggiungimento degli obiettivi prefissati nella formazione.
Egli esercita un ruolo predominante nel gruppo pur non essendo necessariamente, come il docente, esperto dei contenuti formativi dello specifico ambiente in cui agisce.
Non esistono degli standard generalmente riconosciuti che definiscano le abilità e le competenze per insegnare on line, tuttavia, secondo l’International Society for Technology in Education  un tutor on line (e-teacher) deve innanzitutto essere competente nell'uso dei software e saper gestire i tempi di un corso e-learning, individuando e risolvendo i problemi di un gruppo, verificando i risultati dell'apprendimento, valutando l'efficienza e l'efficacia dei mezzi impiegati.
Deve essere inoltre consapevole dei pregi e delle criticità della comunicazione a distanza, agevolandone l'accessibilità ai soggetti svantaggiati.

## Limiti e rischi dell'azione del tutor on line
Il rischio principale per il tutor on line è l'overload, cioè l'impossibilità di gestire adeguatamente l'aula virtuale, con un conseguente tasso elevato di abbandono e disinteresse da parte degli studenti.
In genere, il ruolo del tutor cambia con il procedere del corso: all'inizio sarà più presente e direttivo, poi tenderà a diradarsi. In parallelo, inizierà ad aumentare il grado di collaborazione tra i membri dell'aula virtuale.
Inoltre, il ruolo del tutor cambia in base al modello didattico adottato: se è centrato sull'insegnante, il tutor sarà un istruttore; se invece è centrato sugli allievi, il tutor sarà un moderatore; se è centrato sul gruppo che apprende, il tutor sarà un facilitatore.